# Entosthodon beccarii
Entosthodon beccarii är en bladmossart som beskrevs av Jean Édouard Gabriel Narcisse Paris 1896. Entosthodon beccarii ingår i släktet koppmossor, och familjen Funariaceae. Inga underarter finns listade i Catalogue of Life.